# Villers-Vermont
Villers-Vermont település Franciaországban, Oise megyében. Lakosainak száma 121 fő (2022. január 1.). Villers-Vermont Saint-Samson-la-Poterie, Doudeauville, Gancourt-Saint-Étienne, Bazancourt, Fontenay-Torcy, Héricourt-sur-Thérain és Haussez községekkel határos.

## Népesség
A település népessége az elmúlt években az alábbi módon változott:
| Lakosok száma | 127  | 127  | 130  | 124  | 121  | 118  | 115  | 117  | 121  |
|               | 2013 | 2015 | 2016 | 2017 | 2018 | 2019 | 2020 | 2021 | 2022 |